# Ateuchus texanus
Ateuchus texanus là một loài bọ cánh cứng trong họ Bọ hung (Scarabaeidae).